# نهر بيل
نهر بيل هو نهر يقع بمقاطعة نيوساوث ويلز بأستراليا، يرتفع شمال غرب تلال أورانج في نيوساوث ويلز، ويتدفق شمالاً عبر مدينة مولونق (Molong) بنيوساوث ويلز، ثم ينضم إلى نهر ماكواري (Macquarie) في ويلينغتون (Wellington).